# Guy Clark (album)
| Recensione              | Giudizio   |
| ----------------------- | ---------- |
| AllMusic                |            |
| Sputnikmusic            | 3.0 (Good) |
| Piero Scaruffi          | [ 2 ]      |
| Dizionario del Pop-Rock | [ 3 ]      |
| 24.000 dischi           | [ 4 ]      |

Guy Clark è il terzo album discografico del cantautore country statunitense Guy Clark, pubblicato dalla casa discografica Warner Bros. Records nel 1978.

## Tracce

### LP
Lato A
Testi e musiche di Guy Clark, eccetto dove indicato.
1. Fool on the Roof – 4:10
2. Fools for Each Other – 4:15
3. Shade of All Greens – 3:12
4. Voila, An American Dream – 3:46 (Rodney Crowell)
5. One Paper Kid – 3:21 (Walter Martin Cowart)

Lato B
Testi e musiche di Guy Clark, eccetto dove indicato.
1. In the Jailhouse Now – 3:48 (Jimmie Rodgers)
2. Comfort and Crazy – 3:07
3. Don't You Take It Too Bad – 4:02 (Townes Van Zandt)
4. The Houston Kid – 3:58
5. Fool on the Roof Blues – 2:20

## Musicisti
Fool on the Roof
- Guy Clark - voce solista, chitarra acustica
- Rodney Crowell - chitarra acustica
- Albert Lee - chitarra elettrica
- David Briggs - clavinet, piano
- Don Brooks - armonica
- Bee Spears - basso
- Jerry Kroon - batteria
- Byron Bach - violoncello
- Larry Lasson - violino
- Lisa Silver - violino
- Kris Wilkinson - viola
- Kay Oslin - armonie vocali
- Gordon Payne - armonie vocali

Fools for Each Other
- Guy Clark - voce solista, chitarra acustica
- Rodney Crowell - chitarra acustica solista, armonie vocali
- Albert Lee - chitarra elettrica, armonie vocali
- Bee Spears - basso
- Jerry Kroon - batteria
- David Briggs - pianoforte, pianoforte elettrico
- Mickey Raphael - armonica
- Buddy Emmons - chitarra steel
- Wayne Jackson - flicorno
- Byron Bach - violoncello
- Lisa Silver - violino
- Don Everly - armonie vocali

Shade of All Greens
- Guy Clark - voce solista, chitarra acustica
- Rodney Crowell - chitarra acustica, armonie vocali
- Albert Lee - chitarra elettrica
- Bee Spears - basso
- Jerry Kroon - batteria
- Mickey Raphael - armonica
- David Briggs - pianoforte elettrico
- Buddy Emmons - chitarra steel
- Byron Bach - violoncello
- Lisa Silver - violino
- Stephanie Woolf - viola
- Lea Jane Berinati - armonie vocali

Voila, An American Dream
- Guy Clark - voce solista, chitarra acustica
- Rodney Crowell - chitarra acustica
- Philip Donnelly - chitarra elettrica
- Albert Lee - chitarra elettrica
- Bee Spears - basso
- Jerry Kroon - batteria
- David Briggs - piano, organo
- Farrell Morris - steel drums
- Don Brooks - armonica
- Byron Bach - violoncello
- Larry Lasson - violino
- Lisa Silver - violino
- Kris Wilkinson - viola
- Kay Oslin - armonie vocali
- Gordon Payne - armonie vocali

One Paper Kid
- Guy Clark - voce solista, chitarra acustica
- Philip Donnelly - chitarra acustica
- Albert Lee - chitarra elettrica
- Bee Spears - basso
- Jerry Kroon - batteria
- Buddy Emmons - chitarra steel
- Jack Hicks - chitarra steel
- Mickey Raphael - armonica
- Buck White - mandolino
- David Briggs - clavicembalo
- Byron Bach - violoncello
- Larry Lasson - violino
- Lisa Silver - violino
- Kris Wilkinson - viola
- Rodney Crowell - armonie vocali
- Sharon Hicks - armonie vocali
- Cheryl White - armonie vocali
- Larry Willoughby - armonie vocali

In the Jailhouse Now
- Guy Clark - voce solista, chitarra acustica
- Rodney Crowell - chitarra acustica, armonie vocali
- Albert Lee - chitarra elettrica
- Bee Spears - basso
- Jerry Kroon - batteria
- David Briggs - clavinet, piano
- Buddy Emmons - chitarra steel
- Mickey Raphael - armonica
- Frank Davis - armonie vocali

Comfort and Crazy
- Guy Clark - voce solista, chitarra acustica
- Rodney Crowell - chitarra acustica
- Philip Donnelly - chitarra acustica
- Albert Lee - chitarra elettrica, armonie vocali
- Bee Spears - basso
- Jerry Kroon - batteria
- Buddy Emmons - chitarra steel
- David Briggs - pianoforte elettrico
- Farrell Morris - shaker
- Byron Bach - violoncello
- Larry Lasson - violino
- Lisa Silver - violino
- Kris Wilkinson - viola
- Don Everly - armonie vocali
- Kay Oslin - armonie vocali
- Larry Willoughby - armonie vocali

Don't You Take It Too Bad
- Guy Clark - voce solista, chitarra acustica
- Albert Lee - chitarra acustica, chitarra elettrica
- Bee Spears - basso
- Jerry Kroon - batteria
- David Briggs - piano
- Buddy Emmons - chitarra steel
- Don Brooks - armonica
- Byron Bach - violoncello
- Larry Lasson - violino
- Lisa Silver - violino
- Kris Wilkinson - viola
- Kay Oslin - armonie vocali
- Larry Willoughby - armonie vocali

The Houston Kid
- Guy Clark - voce solista, chitarra acustica
- Rodney Crowell - chitarra acustica, armonie vocali
- Philip Donnelly - chitarra acustica
- Albert Lee - chitarra elettrica
- Bee Spears - basso
- Jerry Kroon - batteria
- Buddy Emmons - chitarra steel
- Buck White - mandolino
- Jack Hicks - banjo
- Lisa Silver - fiddle
- Mickey Raphael - armonica
- Byron Bach - violoncello
- Larry Lasson - violino
- Lisa Silver - violino
- Kris Wilkinson - viola
- Sharon Hicks - armonie vocali
- Cheryl White - armonie vocali
- Larry Willoughby - armonie vocali

Fool on the Roof Blues
- Guy Clark - voce solista, chitarra acustica
- Albert Lee - chitarra elettrica
- Bee Spears - basso
- Don Brooks - armonica[5]

Note aggiuntive
- Neil Wilburn - produttore (per la Free Flow Production)
- Registrazioni effettuate a Nashville, Tennessee nel (circa) luglio del 1978[6]
- Don Cobb - ingegnere delle registrazioni[5]